# The Nona Tapes
The Nona Tapes (с англ. — «Записи Ноны») — псевдодокументальный фильм, выпущенный в 1995 году в поддержку третьего студийного альбома американской рок-группы Alice in Chains. Видео представляет собой набор шуточных интервью музыкантов, взятых журналисткой Ноной Вайсбаум, которую сыграл гитарист Джерри Кантрелл. Мини-фильм изначально создавался для показа на пресс-конференциях, но позже был выпущен на видеокассетах в формате VHS. 

## Сюжет
Фильм начинается с короткого интервью с гитаристом Джерри Кантреллом в преддверии выхода нового альбома Alice in Chains после длительного периода неактивности. Оказывается, что Кантрелл уже несколько лет работает на конюшне в Рентоне, но недавно с группой связались Sony Music и предложили выпустить новую пластинку, так что он собирается вернуться в рок-н-ролл. Дальнейшие события происходят на улицах Сиэтла, где журналистка Нона Вайсбаум пытается снять передачу о местных рок-звёздах. На углу она встречает барабанщика Шона Кинни и силой втаскивает его в машину. Выясняется, что в период простоя он подрабатывал, развлекая зрителей в образе клоуна Бозо. Бас-гитарист Майк Айнез признаётся Ноне, что присоединился к Alice in Chains только потому, что его семью держали в заложниках, а когда прочёл в журнале о распаде группы, то перестал ходить на репетиции и открыл киоск фаст-фуда. Наконец, вокалиста Лейна Стэйли находят копающимся в мусорном контейнере. Помимо псевдодокументальных интервью фильм содержит фрагменты видеоклипов на песни «Brush Away», «Over Now», «Head Creeps», «Heaven Beside You» и «Grind» из предстоящего альбома Alice in Chains.

## История создания
Режиссёром фильма стал Рокки Шенк, неоднократно работавший с Alice in Chains ранее. Изначально Шенк с музыкантами собирались снять рядовой видео пресс-кит в связи с выходом новой пластинки группы, но в процессе работы это трансформировалось в забавное псевдокументальное видео, которыми славилась пародийная рок-группа Spinal Tap. Каждый из участников Alice in Chains рассказал режиссёру, кем он хотел бы стать в этом фильме. Наиболее радикально изменился Джерри Кантрелл, сыгравший роль журналистки Ноны Вайсбаум. Кроме того, Лейн Стэйли предложил, чтобы его ответы не совпадали с движениями губ; после того, как интервью было снято, он отдельно переозвучил свои реплики, которые и попали в финальную версию фильма.
Во время съёмок едва не произошёл несчастный случай. В то время как оператор и режиссёр постоянно сидели на переднем сидении кабриолета, звукооператор находился в багажнике. После окончания съёмок Шенк обратил внимание, что его ассистент затих. Когда они открыли багажник, то увидели, что звукооператор потерял сознание, надышавшись угарным газом. В конечном счёте, всё закончилось благополучно и ассистент не пострадал. Шенк вспоминал, что вечер закончился на мажорной ноте: «Мы оказались в баре, достаточно пьяные и в хорошем настроении. К тому времени остался только я, камера и группа. Шон, всё ещё в костюме клоуна, еле уполз из бара с обрывком туалетной бумаги, стратегически прикреплённым к ноге, и я вышел на воздух вслед за ним. Вечер только начинал набирать обороты, но я решил, что снятых кадров вполне достаточно и перестал снимать». Позднее режиссёр называл эту сессию «одним из самых любимых моментов за всё время работы с Alice». 

## Выпуск и реакция критиков
| Оценки критиков | Оценки критиков |
| Источник        | Оценка          |
| --------------- | --------------- |
| AllMusic        | [ 5 ]           |
| Q               | [ 6 ]           |

Премьера 15-минутного видео состоялась в Лондоне для отдельных представителей прессы. Изначально фильм получил название «Один день из жизни Джерри Кантрелла, Лейна Стэйли, Шона Кинни и Майка Айнеза». Зрители не сразу поняли, что в роли Ноны Вайсбаум выступал переодетый гитарист группы. В журнале Kerrang! новость о презентации вышла под заголовком «Alice in Chains в фильме с трансвеститами». Позже в журнале отметили, что «группа избавилась от „мрачной“ репутации этим новым смешным видеороликом», и анонсировали предстоящий коммерческий выпуск фильма. Не прошли мимо этого события и в журнале Rolling Stone, обратив внимание на то, что музыканты нарядились как раз к Хэллоуину, и вручив символический приз за лучший наряд Джерри Кантреллу «за пугающую версию его альтер эго».
Лейблу Columbia Records короткий фильм изначально не понравился и группу обвинили в том, что «деньги были выброшены на ветер». Когда стало понятно, что видеоролик пользуется популярностью, лейбл решил на нём заработать и выпустить отдельным изданием, даже несмотря на протесты группы. Видео The Nona Tapes вышло на VHS и мультимедийных компакт-дисках. Кроме того, оно попало в чарт Billboard под названием «Alice in Chains: Nona Weissbaum», очутившись в списках Top Music Videos и Top Video Sales на 25 и 23 месте соответственно.
В обзоре, опубликованном в журнале Hit Parader, Энн Лейтон сочла символичной стартовую сцену фильма, в которой Джерри Кантрелл убирает конский навоз. По её мнению, The Nona Tapes «снижает авторитет Alice in Chains, как группы с гениальной лирикой, и превращает в кучу парней, балующихся бухлом и тёлками». В журнале Q, напротив, мини-фильм заслужил оценку «четыре из пяти». Дэн Сильвер порекомендовал его всем фанатам группы, охарактеризовав как «неожиданное удовольствие, действительно забавное и достойное просмотра».
В 2013 году Alice in Chains повторили этот рекламный ход, сняв псевдодокументальный фильм Alice in Chains: AIC 23 в поддержку альбома The Devil Put Dinosaurs Here.